# Ranking FIFA da CONCACAF
O Ranking FIFA da CONCACAF é um sistema que classifica as seleções nacionais filiadas à Confederação de Futebol da América do Norte, Central e Caribe (CONCACAF), de acordo com suas respectivas classificações no Ranking Mundial da FIFA.

## Primeiroranking
O primeiro ranking da FIFA foi divulgado em 8 de agosto de 1993 e levou em conta os oito melhores resultados de cada equipe nos últimos 12 meses. A estreia abrangeu o período entre julho de 1992 e julho de 1993. A primeira seleção a liderar o ranking FIFA da CONCACAF foi a Seleção Mexicana.
Estas foram as 10 primeiras colocações do primeiro ranking da CONCACAF elaborado pela FIFA:
| Posição | Posição Regional | Seleção           |
| ------- | ---------------- | ----------------- |
| 14º     | 1º               | México            |
| 28º     | 2º               | Estados Unidos    |
| 39º     | 3º               | Costa Rica        |
| 41º     | 4º               | Honduras          |
| 46º     | 5º               | Canadá            |
| 62º     | 6º               | El Salvador       |
| 76º     | 7º               | Bermudas          |
| 83º     | 8º               | Jamaica           |
| 85º     | 9º               | Trinidad e Tobago |
| 101º    | 10º              | Porto Rico        |

## Ranking
Rankig atualizado em 19 de dezembro de 2024.
| Posição | Posição Regional | Seleção                  | Pontos  |
| ------- | ---------------- | ------------------------ | ------- |
| 16º     | 1º               | Estados Unidos           | 1641,75 |
| 19º     | 2º               | México                   | 1627,40 |
| 31º     | 3º               | Canadá                   | 1515,96 |
| 36º     | 4º               | Panamá                   | 1504,39 |
| 54º     | 5º               | Costa Rica               | 1454,99 |
| 62º     | 6º               | Jamaica                  | 1390,85 |
| 75º     | 7º               | Honduras                 | 1325,93 |
| 83º     | 8º               | El Salvador              | 1300,81 |
| 86º     | 9º               | Haiti                    | 1287,75 |
| 91º     | 10º              | Curaçau                  | 1264,78 |
| 102º    | 11º              | Trinidad e Tobago        | 1214,81 |
| 105º    | 12º              | Guatemala                | 1201,35 |
| 133º    | 13º              | Nicarágua                | 1114,28 |
| 138º    | 14º              | Suriname                 | 1096,60 |
| 141º    | 15º              | República Dominicana     | 1083,36 |
| 144º    | 16º              | São Cristóvão e Neves    | 1064,99 |
| 154º    | 17º              | Guiana                   | 1030,60 |
| 157º    | 18º              | Porto Rico               | 1022,83 |
| 161º    | 19º              | Antígua e Barbuda        | 1010,97 |
| 163º    | 20º              | Cuba                     | 994,43  |
| 166º    | 21º              | Bermudas                 | 988,19  |
| 167º    | 22º              | Santa Lúcia              | 985,72  |
| 173º    | 23º              | São Vicente e Granadinas | 961,92  |
| 174º    | 24º              | Granada                  | 955,44  |
| 177º    | 25º              | Barbados                 | 933,30  |
| 178º    | 26º              | Belize                   | 925,02  |
| 181º    | 27º              | Monserrate               | 914,26  |
| 183º    | 28º              | Dominica                 | 900,00  |
| 194º    | 29º              | Ilhas Caimã              | 866,71  |
| 195º    | 30º              | Aruba                    | 858,00  |
| 205º    | 31º              | Bahamas                  | 818,58  |
| 206º    | 32º              | Turcas e Caicos          | 803,98  |
| 207º    | 33º              | Ilhas Virgens Britânicas | 780,30  |
| 208º    | 34º              | Ilhas Virgens Americanas | 779,71  |
| 209º    | 35º              | Anguila                  | 769,31  |

## Equipe do ano da CONCACAF
Equipe do ano é o título concedido à seleção norte-americana ou centro-americana que fecha o ano na primeira colocação do ranking regional, por vezes obtendo esse mesmo desempenho ao longo do período. A tabela abaixo relaciona as três primeiras posições de fechamento em cada ano.
| Ano  | Primeiro       | Segundo        | Terceiro          |
| ---- | -------------- | -------------- | ----------------- |
| 1993 | México         | Estados Unidos | Honduras          |
| 1994 | México         | Estados Unidos | Honduras          |
| 1995 | México         | Estados Unidos | Honduras          |
| 1996 | México         | Estados Unidos | Jamaica           |
| 1997 | México         | Estados Unidos | Jamaica           |
| 1998 | México         | Estados Unidos | Jamaica           |
| 1999 | México         | Estados Unidos | Jamaica           |
| 2000 | México         | Estados Unidos | Trinidad e Tobago |
| 2001 | México         | Estados Unidos | Honduras          |
| 2002 | México         | Estados Unidos | Costa Rica        |
| 2003 | México         | Estados Unidos | Costa Rica        |
| 2004 | México         | Estados Unidos | Costa Rica        |
| 2005 | México         | Estados Unidos | Costa Rica        |
| 2006 | México         | Estados Unidos | Cuba              |
| 2007 | México         | Estados Unidos | Honduras          |
| 2008 | Estados Unidos | México         | Honduras          |
| 2009 | Estados Unidos | México         | Honduras          |
| 2010 | Estados Unidos | México         | Jamaica           |
| 2011 | México         | Estados Unidos | Panamá            |
| 2012 | México         | Estados Unidos | Haiti             |
| 2013 | Estados Unidos | México         | Costa Rica        |
| 2014 | Costa Rica     | México         | Estados Unidos    |
| 2015 | México         | Estados Unidos | Costa Rica        |
| 2016 | Costa Rica     | México         | Estados Unidos    |
| 2017 | México         | Estados Unidos | Costa Rica        |
| 2018 | México         | Estados Unidos | Costa Rica        |
| 2019 | México         | Estados Unidos | Costa Rica        |
| 2020 | México         | Estados Unidos | Jamaica           |
| 2021 | Estados Unidos | México         | Canadá            |
| 2022 | México         | Estados Unidos | Costa Rica        |
| 2023 | Estados Unidos | México         | Panamá            |

### Desempenho por país
| Seleção           | Primeiro | Segundo | Terceiro                                                         |
| ----------------- | --- | --- | ---------------------------------------------------------------- |
| México            | 23 (1993, 1994, 1995, 1996, 1997, 1998, 1999, 2000, 2001, 2002, 2003, 2004, 2005, 2006, 2007, 2011, 2012, 2015, 2017, 2018, 2019, 2020, e 2022) | 8 (2008, 2009, 2010, 2013, 2014, 2016, 2021 e 2023)                                                                                            | 0                                                                |
| Estados Unidos    | 6 (2008, 2009, 2010, 2013, 2021 e 2023) | 23 (1993, 1994, 1995, 1996, 1997, 1998, 1999, 2000, 2001, 2002, 2003, 2004, 2005, 2006, 2007, 2011, 2012, 2015, 2017, 2018, 2019, 2020 e 2022) | 2 (2014 e 2016)                                                  |
| Costa Rica        | 2 (2014 e 2016) | 0 | 10 (2002, 2003, 2004, 2005, 2013, 2015, 2017, 2018, 2019 e 2022) |
| Honduras          | 0 | 0 | 7 (1993, 1994, 1995, 2001, 2007, 2008 e 2009)                    |
| Jamaica           | 0 | 0 | 6 (1996, 1997, 1998, 1999 e 2010 e 2020)                         |
| Panamá            | 0 | 0 | 2 (2011 e 2023)                                                  |
| Trinidad e Tobago | 0 | 0 | 1 (2000)                                                         |
| Cuba              | 0 | 0 | 1 (2006)                                                         |
| Haiti             | 0 | 0 | 1 (2012)                                                         |
| Canadá            | 0 | 0 | 1 (2021)                                                         |